# Chiesa di San Barnaba (Capriasca)
La chiesa parrocchiale di San Barnaba è un edificio religioso che si trova a Bidogno, frazione di Capriasca in Canton Ticino.

## Storia
Venne eretta nel XV secolo sulle fondamenta di un edificio più antico. Nel XVII secolo vennero aggiunte tre cappelle laterali. Il campanile è del XVIII secolo.

## Descrizione
La chiesa ha una pianta ad unica navata suddivisa in tre campate e ricoperta da una volta a crociera. Il coro è invece sormontato da una volta a botte.